# Lumino
Lumino is een gemeente en plaats in het Zwitserse kanton Ticino, en maakt deel uit van het district Bellinzona.
Lumino telt 1223 inwoners.